# Abell 383
Abell 383 è un ammasso di galassie del Catalogo Abell. In base alla classificazione di Bautz-Morgan è di tipo II-III.
L'ammasso è stato studiato tra il novembre 2010 e marzo 2011 dal Telescopio spaziale Hubble utilizzando la Wide Field Camera 3 e l'Advanced Camera for Surveys. Tramite l'effetto di lente gravitazionale sono state evidenziate alcune galassie remote risalenti all'universo primordiale. Successive osservazioni sono state effettuate tramite il telescopio Keck di Mauna Kea nelle Hawaii che ha datato le immagini ad un'epoca dell'età dell'universo di circa 950 milioni di anni. 
L'analisi all'infrarosso dei telescopi Hubble e Spitzer ha dimostrato che le galassie sono costituite da stelle abbastanza mature formatesi quando l'universo era veramente ai primordi, cioè 200 milioni di anni dopo il Big Bang.